# جان أوبيرت
جان أوبيرت (بالفرنسية: Jean Aubert)‏ هو مهندس فرنسي، ولد في 2 يوليو 1894 في باريس في فرنسا، وتوفي بنفس المكان في 25 نوفمبر 1984.